# 兵法家
兵法家とは、
1. 「へいほうか」とは、中国の孫武や呉起など軍学としての戦略、戦術を説く兵法者。⇒兵家
2. 「ひょうほうか」とは、日本の戦国時代の武術家。以下詳説する。

兵法家（ひょうほうか）は、日本の戦国時代に、武芸（剣術・槍術などの武術）を教授することにより生計を立てていた者のこと。
「兵法（ひょうほう）」はあくまで個人の武芸の技を磨くものである。そのため、戦場においてはあまり役に立つものとは考えられておらず、高名な武将（加藤清正・福島正則など）であっても兵法を習ったというものは少なく、むしろ当時は足軽技とみなされる傾向にあった。松浦清は大名であるが、心形刀流剣術の達人であった。兵法家として自称したのは、塚原卜伝・上泉信綱・宮本武蔵などが有名であるが、ただし、兵法家の価値は全般的には必ずしも高くはなく（大局を宰領する武将とはみなされなかったのであろう）、大名出身の柳生家以外でもっとも高禄であった宮本武蔵でさえ、晩年、細川家において、客分700石という小藩の家老程度の待遇であった（もっとも武蔵はその芸術家的天分と剣術を形而上的領域にまで昇華したという点で、並みの「兵法家」とは区別できる）。
ただし、それは軍や政治的価値観においての話であり、本来兵法とは自分の身を守るための護身術である。当時は合戦や抗争に依らずとも、素手の殴り合いはもちろんのこと、太刀などの武器を持ち込んでの喧嘩が発生するのは日常茶飯事であった。(中世社会においては武士や貴族だけでなく、僧侶をはじめとしたあらゆる階層の人々が日常的に帯刀していたとされる。当時の人々は激高しやすく、少しでも気に入らないことがあればその場で武器を手に取り、友人や目下の者を含めた人々を手にかけた。)
よって政治的価値を見出すのは見当違いとも言え、単に戦うための技術を学ぶだけの格闘技と違い、手段を選ばず自らが生き残る事に主眼を置いたより実戦的な生き残り術でもある。それと同時に厳しい鍛錬により自らを律し、正道を成す為の精神鍛錬の意味合いも強い。

## 『甲陽軍鑑』における分類
『甲陽軍鑑』品第四十（下）では、兵法家は3つに分類されている。
- 兵法つかい - 練習を通して、人に教える事ができるもの（教育者・指導者）。
- 兵法者 - 剣技に優れ、勝負に強い者（達人）。例として、塚原卜伝と前原筑前の名が挙げられており、卜伝を、「奇特はないが、兵法修行に励み、諸侍の大小ともに畏敬される者」と評し、筑前については、「さしずめ目も足も手も身もきく、奇特を現す者」と分類している。
- 兵法仁 - 武芸に優れ、特別な技巧なくしても何度でも手柄を取り、勝利する者（知略家）。山本勘助の名が挙げられており、この「兵法仁」が3段階のヒエラルキーの頂点と位置付けられている。

ただし、「軍なるものは進止ありて、正奇なし（基本運用は進むか止まるかであって、正兵・奇兵は瑣末である）」（『闘戦経』）の記述にあるように、知略家を頂点とする考え方に否定的な兵法書もある。理由として、奇策に頼り過ぎると、真正面から攻めること、ひいては敵を恐れるようになってしまう為である。『闘戦経』が「大将視点」で語られ、『五輪書』が「一兵視点」で説かれたのに対し、『甲陽軍鑑』の場合、「軍師視点」であり、従って、兵法を指導できる程度の者を下位とし、兵法で勝ち続ける者を中位、その上位を戦術に長けた者と位置付けた（山本勘助も京流を初めとする多くの術を学んだ武芸者ではある）。

## 中条流における兵法家解釈
中条流の秘伝では、兵法を「平法」と記し、理由として、「この心を何といふなれば、平かに一生事無きをもって第一とするなり。戦を好むは道に非ず。やむを得ざる時に太刀を手にするべきなり。この教えを知らずして、この手に誇らば、命を捨てるもとたどるべし」とあり、兵法家は好戦的になるべきではない（好戦的な者は腕に覚えがあっても命を落とすのみ）と道徳を説いている流派も登場している。